# 勒特伊
勒特伊（法語：Retheuil，法語發音：[ʁətœj]）是法国上法蘭西大區埃纳省的一个市镇，属于苏瓦松区。

## 地理
勒特伊（49°19'19"N, 3°0'37"E）面积14.87 平方千米，位于法国上法蘭西大區埃纳省，该省份为法国北部内陆省份，北起北部省，西接索姆省和瓦兹省，东临阿登省和马恩省，西南至塞纳-马恩省，东北部与比利时接壤。
与勒特伊接壤的市镇（或旧市镇、城区）包括：阿拉蒙、莫特方丹、塔耶方丹、谢勒、莫里安瓦勒、皮埃尔丰、圣艾蒂安-鲁瓦莱。

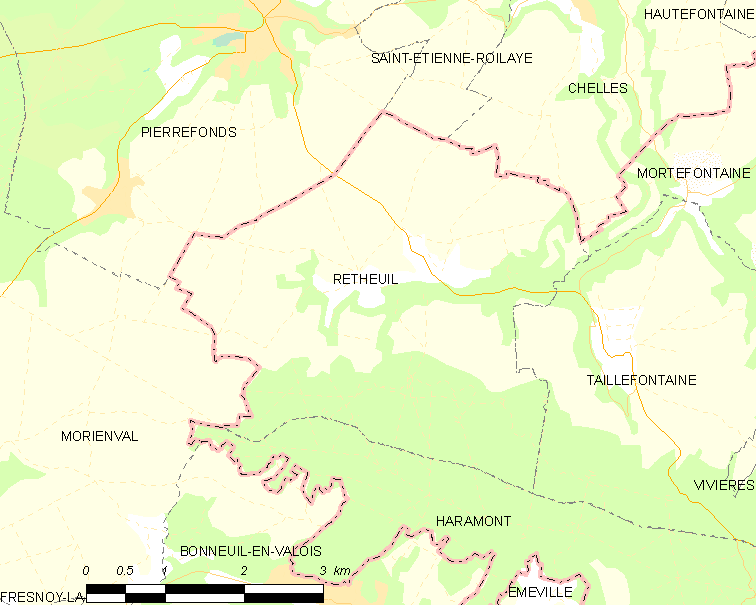
勒特伊的OSM定位图

勒特伊的时区为UTC+01:00、UTC+02:00（夏令时）。

## 行政
勒特伊的邮政编码为02600，INSEE市镇编码为02644。

## 政治
勒特伊所属的省级选区为维莱科特雷县。

## 人口

1962-2008年间勒特伊人口变化图示

勒特伊于2022年1月1日时的人口数量为348人。